# Ib Friis
Ib Friis (født 12. januar 1945) er en dansk professor i botanik på Statens Naturhistoriske Museum, Københavns Universitet. Han har hovedsageligt forsket i taksonomien af tropiske planter i Nælde-familien og relaterede familie, flora og vegetation i Afrika syd for Sahara, med særlig ekspertise om flora og vegetation på Afrikas Horn, botanisk nomenklatur, og opdagelseshistorie af planteverdenen i troperne. Friis er medlem af Videnskabernes Selskab.
Standarden for forfatterens forkortelse er Friis, som bruges til at indikere denne person som autornavn ved botanisk navn.